# Assunta (obraz Tycjana)
Assunta (Wniebowzięcie Najświętszej Marii Panny) – obraz renesansowego włoskiego malarza Tycjana, powstały w 1518 roku.
Obraz został namalowany na zlecenie mnichów z kościoła Santa Maria Gloriosa dei Frari.

## Geneza motywu
Temat Wniebowzięcia pochodzi z apokryfów, tekstów niewłączonych do ksiąg kanonicznych Biblii. Apokryfy opowiadające o Wniebowzięciu Marii, znane pod wspólną nazwą Transitus Mariae, były spisywane już w III i w IV wieku. Ich treść była systematycznie wzbogacana o nowe elementy aż do ostatecznej wersji spisanej w Złotej legendzie przez Jakuba de Voragine, który w swoim dziele jako źródło wykorzystał wcześniejsze pisma apokryficzne. Mimo iż o Wniebowzięciu Marii nie ma żadnej wzmianki w Nowym Testamencie, motyw ten był często przedstawiany przez artystów, których dzieła zdobiły ołtarze i ściany wielu kościołów. Znaczenie tego wydarzenia z życia Marii wzrosło w okresie kontrreformacji – w opozycji do protestantów, Kościół katolicki kładł nacisk na niepodważalność dziewictwa i niepokalanego poczęcia Marii.
Scenę Wniebowzięcia artyści przedstawiali najczęściej w dolinie Jozafata na cmentarzu, gdzie została pochowana Matka Boża. Bóg Ojciec jest otoczony przez aniołów. Postać Marii unoszona jest do nieba, a u dołu obrazu najczęściej przedstawiano apostołów.

## Opis obrazu
Tycjan zrezygnował z elementów cmentarnych (grobowca) oraz z postaci Archanioła, zachował natomiast tradycyjny trójstopniowy podział na ziemię, niebo i królestwo niebieskie. Strefy łączy w spójną całość postać Marii i kontakt wzrokowy wszystkich bohaterów. Cała kompozycja oparta została na planie trójkąta ostrokątnego.
Matka Boża wznoszona jest na chmurze ku niebu w otoczeniu aniołów. Wokół niej bije złoty blask, a jej wzrok skierowany jest ku górze i spotyka się ze wzrokiem Boga Ojca, którego sylwetka przypomina tego z dzieł Michała Anioła. Ku Bogu unosi się archanioł Michał, niosąc koronę, którą ma być ukoronowana Maryja. Dodatkowym elementem łączącym wszystkie trzy strefy jest intensywna czerwona barwa szat dwóch apostołów, Maryi i lewej strony szaty Boga Ojca.
Obraz, który ma ogromne rozmiary, początkowo spotkał się z niechęcią zamawiających. Matka Boska miała piękną kobiecą twarz (co dotychczas było niespotykane), a apostołowie zostali na nim przedstawieni w ruchu, swoimi gestami wyrażając zdumienie i przestrach z powodu obserwowanej sceny.